# Alfredo Salafia
Pour la femme politique italienne, voir Angela Salafia.
 (septembre 2020).

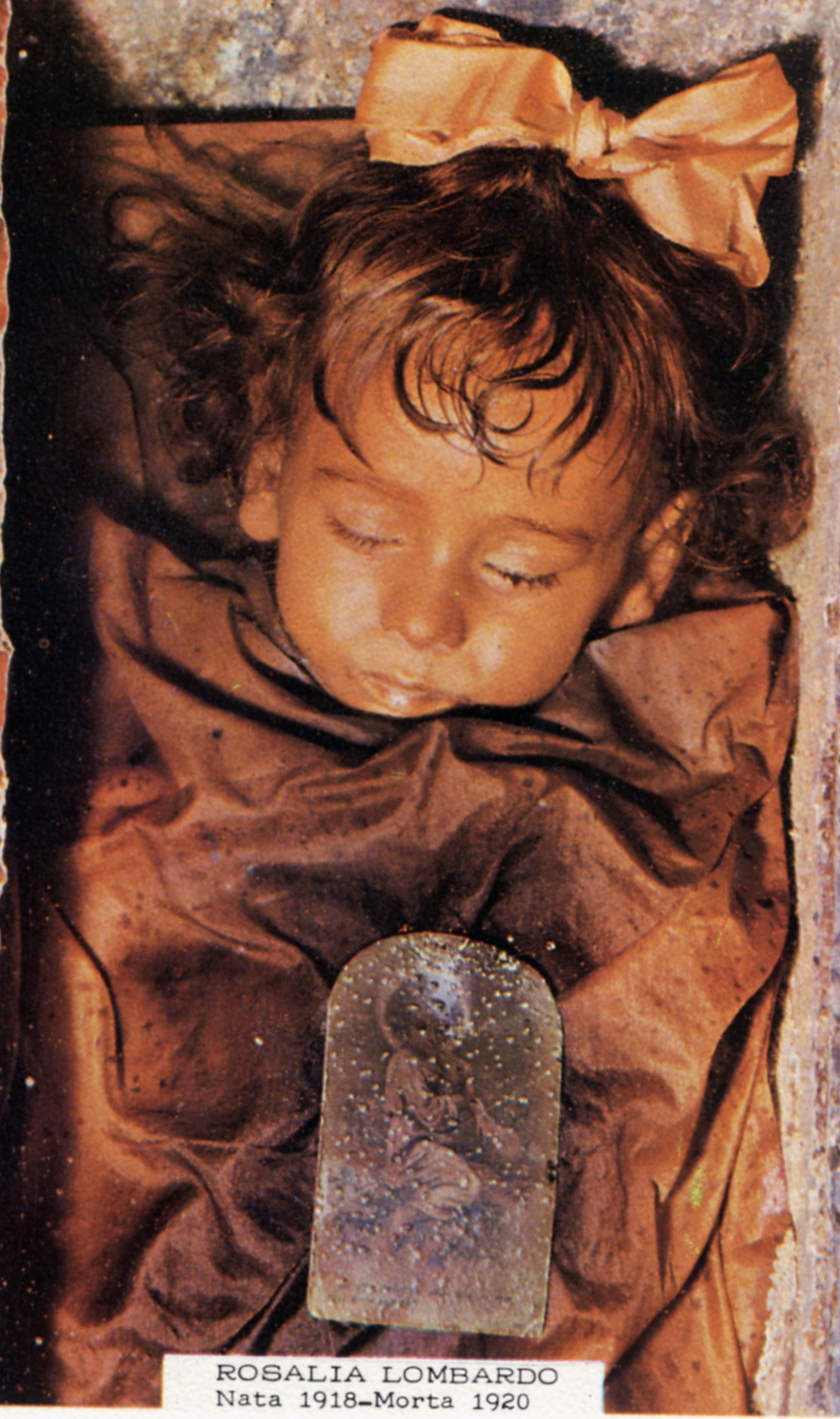
Momie de la petite Rosalia Lombardo, embaumée par Salafia et inhumée au début des années 1920.

Alfredo Salafia (Palerme, 7 novembre 1869 – id., 31 janvier 1933), est un chimiste et un embaumeur italien.

## Biographie
Alfredo Salafia met au point une méthode de conservation de la matière organique basée sur l'injection de substances chimiques. Après avoir longtemps appliqué son système en taxidermie, il obtient, en 1899, la permission d'expérimenter le mélange sur des cadavres humains de l'école anatomique du professeur Randaccio. La conservation parfaite des corps qu'il obtient suscite bientôt admiration et intérêt.
Ainsi, deux années plus tard, Salafia est invité à restaurer le corps du président du Conseil italien Francesco Crispi, embaumé à Naples, mais conservé à Palerme dans des conditions précaires. L'œuvre minutieuse de restauration lui vaut les félicitations de la presse. Elle lui permet d'être à nouveau sollicité pour la préparation de personnages importants, de façon qu'ils puissent être exposés pendant une assez longue période. On compte parmi ceux-ci : le cardinal Celesia, le sénateur Arma, l'éditeur Biondi et l'écrivain et anthropologue Giuseppe Pitrè. En 1910, Salafia est invité à New York pour y effectuer des démonstrations de sa méthode face à l'Eclectic Medical College ; elles sont toutes couronnées de succès.
Son cas le plus célèbre reste celui de l'embaumement de la petite Rosalia Lombardo, morte de pneumonie à l'âge de deux ans le 6 décembre 1920. Son corps, qui semble toujours intact, repose dans les catacombes des Capucins de Palerme. L'enfant est parfois présentée comme « la momie la plus belle du monde ». Les rayons X ont montré que le cadavre est très bien préservé, avec des organes en excellent état.